# لور (بازیکن فوتبال)
لور (انگلیسی: Laure؛ زادهٔ ۲۲ مارس ۱۹۸۵) بازیکن فوتبال اهل اسپانیا است.
از باشگاه‌هایی که در آن بازی کرده‌است می‌توان به باشگاه فوتبال لگانس، باشگاه فوتبال رئال مادرید سی، باشگاه فوتبال دپورتیوو لاکرونیا، و باشگاه فوتبال رئال مادرید اشاره کرد.